# گرهارد ۷۲۱۵
سیارک ۷۲۱۵ (به انگلیسی: 7215 Gerhard، نامگذاری:1977FS) هفت هزار و دویست و پانزدهمین سیارک کشف شده‌است که در ۱۶ مارس ۱۹۷۷ کشف شد.
قدر مطلق سیارک برابر ۱۱٫۸۰ است.